# Бърлингтън (Айова)
Вижте пояснителната страница за други значения на Бърлингтън.
Бърлингтън (на английски: Burlington) е град в Айова, Съединени американски щати, административен център на окръг Де Мойн. Разположен е на десния бряг на река Мисисипи. Населението му е 25 022 души (по приблизителна оценка за 2017 г.).
В Бърлингтън е роден изобретателят Робърт Нойс (1927 – 1990).